# Швајцарска на Европском првенству у атлетици у дворани 1971.
Швајцарска је учествовала на 2. Европском првенству у дворани 1971 одржаном у Софији, (Бугарска) 13. и 14. марта. У дрзгом учешћу на европским првенствима у дворани репрезентацију Швајцарске представљало је пет спортиста (2 миушкарца и 3 жене) који су се такмичили у 6 дисциплина.
На овом првенству Швајцарска није освојила ниједну медаљу, а оборена су два национална рекорда у женској конкуренцији.
У табели успешности према броју и пласману такмичара који су учествовали у финалним такмичењима (првих 8 такмичара) Швајцарска је са три учесника у финалу и 13 бодова заузела 13 место од 21 земље које су имале представнике у финалу.
| Плас. | Земља      | 1. место | 2. место | 3. место | 4. место | 5. место | 6. место | 7. место | 8. место | Бр. финал. - Бод. |
| ----- | ---------- | -------- | -------- | -------- | -------- | -------- | -------- | -------- | -------- | ----------------- |
| 13.   | Швајцарска | −        | −        | −        | 2 − 10   | −        | 1 − 3    | −        | −        | 3 − 13            |

## Учесници
| Бр. | Дисциплина   | Мушкарци         | Жене            | Укупно  |
| --- | ------------ | ---------------- | --------------- | ------- |
| 1.  | 400 м        |                  | Урсула Мајер    | 1       |
| 2.  | 3.000 м      | Тони Фелдман     |                 | 1       |
| 3.  | 60 м препоне | Фјоренцо Фелдман | Мета Антенен    | 2       |
| 3.  | скок увис    |                  | Беатрикс Рехнер | 1       |
| 5.  | скок удаљ    |                  | Мета Антенен*   | 1*      |
|     | Укупно (5)   | 2                | 3 (4)           | 5 / (6) |

- звездицом је означен такмичарка који је учествовао у још некој од дисциплина

## Резултати

### Мушкарци
| Атлетичар        | Дисциплина   | Лични рекорд | Квалификације | Квалификације | Полуфинале           | Полуфинале           | Финале               | Финале   | Детаљи |
| Атлетичар        | Дисциплина   | Лични рекорд | Резултат      | Место         | Резултат             | Место                | Резултат             | Место    | Детаљи |
| ---------------- | ------------ | ------------ | ------------- | ------------- | -------------------- | -------------------- | -------------------- | -------- | ------ |
| Тони Фелдман     | 3.000 м      |              | 8:21,2        | 5. у гр. 2    |                      |                      | Није се квалификовао | 12. / 15 |        |
| Фјоренцо Фелдман | 60 м препоне |              | 8,5           | 5. у гр. 2    | Није се квалификовао | Није се квалификовао | Није се квалификовао | 19. / 19 |        |

### Жене
| Атлетичарка     | Дисциплина   | Лични рекорд | Квалификације | Квалификације | Полуфинале | Полуфинале   | Финале                | Финале   | Детаљи |
| Атлетичарка     | Дисциплина   | Лични рекорд | Резултат      | Место         | Резултат   | Место        | Резултат              | Место    | Детаљи |
| --------------- | ------------ | ------------ | ------------- | ------------- | ---------- | ------------ | --------------------- | -------- | ------ |
| Урсула Мајер    | 400 м        |              | 56,6 НРд      | 2. у гр. 2 КВ | 55,5 НРд   | 3 у пф. 1    | Није се квалификовала | 5. / 14  |        |
| Мета Антенен    | 60 м препоне |              | 8,3 НРд       | 2. у гр. 1 КВ | 8,3 =НРд   | 2. у пф 1 КВ | 8,3 =НРд              | 4. / 23  |        |
| Беатрикс Рехнер | скок увис    |              |               |               |            |              | 1,76                  | =5. / 13 |        |
| Мета Антенен*   | скок удаљ    |              | 6,33          | 4. / 10       |            |              |                       |          |        |

## Биланс медаља Швајцарске после 2. Европског првенства у дворани 1970—1971.
|                                                  | Земља                                            |                                                  |                                                  |                                                  |                                                  |                                                  |
| Швајцарска није освајала медаље на ЕП у дворани. | Швајцарска није освајала медаље на ЕП у дворани. | Швајцарска није освајала медаље на ЕП у дворани. | Швајцарска није освајала медаље на ЕП у дворани. | Швајцарска није освајала медаље на ЕП у дворани. | Швајцарска није освајала медаље на ЕП у дворани. | Швајцарска није освајала медаље на ЕП у дворани. |
| ------------------------------------------------ | ------------------------------------------------ | ------------------------------------------------ | ------------------------------------------------ | ------------------------------------------------ | ------------------------------------------------ | ------------------------------------------------ |

|                                        | Атлетичар                              | Земља                                  |                                        |                                        |                                        |                                        |
| Није било вишеструких освајача медаља. | Није било вишеструких освајача медаља. | Није било вишеструких освајача медаља. | Није било вишеструких освајача медаља. | Није било вишеструких освајача медаља. | Није било вишеструких освајача медаља. | Није било вишеструких освајача медаља. |
| -------------------------------------- | -------------------------------------- | -------------------------------------- | -------------------------------------- | -------------------------------------- | -------------------------------------- | -------------------------------------- |